# Вівсянчик білогорлий
Вівся́нчик білогорлий (Idiopsar erythronotus) — вид горобцеподібних птахів родини саякових (Thraupidae). Мешкає в Андах.

## Поширення і екологія
Білогорлі вівсянчики мешкають на південному заході Перу (Арекіпа), на крайній півночі Чилі (Аріка-і-Парінакота) та на заході Болівії (на південь до Потосі). Вони живуть на високогірних луках пуна та серед скель. Зустрічаються на висоті від 4000 до 4700 м над рівнем моря.